# 佐藤為徳
佐藤 為徳（さとう ためのり、1894年（明治27年）1月1日 - 1946年（昭和21年）4月6日）は、大日本帝国陸軍軍人。最終階級は陸軍少将。

## 経歴
1894年（明治27年）に徳島県で生まれた。陸軍士官学校第26期卒業。1938年（昭和13年）7月15日、陸軍歩兵大佐進級と同時に歩兵第73連隊長（第19師団）に着任。同年7月29日に張鼓峰事件が勃発すると出動し、ソ連軍と交戦した。1940年（昭和15年）3月に関東軍高級副官に転じ、1941年（昭和16年）3月に第53師団司令部附となり、京都帝国大学に配属された。
1943年（昭和18年）3月1日に陸軍少将進級と同時に第15歩兵団長（緬甸方面軍・第15軍・第15師団）に就任し、ビルマ方面に出征。インパール作戦発動直前の1944年（昭和19年）2月14日に独立混成第37旅団長（南方軍・第7方面軍・第29軍）に転じ、ニコバル諸島・ナンコウリ島で守備に任じた。1945年（昭和20年）5月31日に独立混成第35旅団長に転じ、ポートブレアで守備に就き、終戦を迎えた。
終戦後戦犯として逮捕され、シンガポールに収監された。独立混成第35旅団長在任時の1945年（昭和20年）7月に船を盗み、逃亡を企てた現地住民34人を逮捕したところ、旅団参謀の独断により殺害した事件で裁判にかけられた。佐藤はこの件について関知していなかったとされるが、裁判で部下を庇う態度は英軍からも「騎士道的態度」と称賛されたが、絞首刑の判決が下り、1946年（昭和21年）4月6日に執行された。